# FC Kazanka Moscú
El FC Kazanka Moscú (del ruso: Футбольный клуб "Казанка" Москва) es un club de fútbol ruso de la ciudad de Moscú, fundado en 2008 como el equipo filial del FC Lokomotiv Moscú. El club disputaba sus partidos como local en el Sapsan Arena, un estadio de césped artificial junto al estadio Zokomotiv, y juega en la Liga de Fútbol Profesional de Rusia, tercera división del país.

## Historia

### Primera etapa
El debut del Loko-2 en su primera liga de fútbol fue un éxito. El Lokomotiv-2 Moscú compitió en la Liga de Fútbol Amateur y se aseguró el tercer lugar, superando al Zenit Moscú en la última jornada frente a una multitud considerable.
El equipo de Lokomotiv-2 se compone de jugadores de la cantera y la escuela juvenil del Lokomotiv Moscú. También los jugadores que no llegan al equipo principal suelen probar sus fuerzas en Loko-2. El capitán y líder del Loko-2 era Manuchekhr Dzhalilov, que fue el mejor jugador de toda la temporada y terminó como el mejor anotador del Lokomotiv-2 en todas las competiciones, con 20 goles, 18 en la Liga y dos en la Copa.
En 2009 el Lokomotiv-2 participó en la Segunda División y está compuesto de una mezcla de jugadores jóvenes y prometedores de toda Rusia, principalmente del sistema de juveniles del Lokomotiv y los escuadrones de reserva, así como otros futbolistas de más experiencia como Ruslan Nigmatullin, Yury Drozdov y el exfutbolista del Baltika Dmitry Lyapkin.
El equipo de reservas del Lokomotiv compitió en la Segunda División de Rusia en 1992-1993, en la Tercera División de Rusia en 1994-1997 (como FC Lokomotiv Moscú-d) y de nuevo en la Segunda División entre 1998-2000 (como FC Lokomotiv Moscú-2). Sin embargo, al término de esta temporada 2000 el club fue abolido.

### Segunda etapa
El 13 de febrero de 2008 el club fue refundado y entró a la Liga de Fútbol Amateur de Rusia, y ganó el ascenso a la tercera división.
Se mantuvo en la tercera categoría del país y debido a problemas financieros el club fue disuelto al término de la temporada 2013-14.

### Kazanka Moscú
El 24 de mayo de 2017, el presidente del Lokomotiv Ilya Herkus, anunció la fundación del "FC Kanzanka Moscú" como nuevo equipo reserva del club. Denis Klyuyev fue nombrado el primer entrenador del club.

## Jugadores
Actualizacdo al 27 de octubre de 2020.

## Entrenadores
- Guennadi Cherevchenko (1997)
- Yevgeni Kharlachyov (2009-2011)
- Vladimir Kazakov (2012)
- Sergei Polstyanov (2013-2014)